# Hydra umfula
Hydra umfula är en nässeldjursart som beskrevs av Ewer 1948. Hydra umfula ingår i släktet Hydra och familjen Hydridae. Inga underarter finns listade i Catalogue of Life.